# Harry Knüsel
Heinrich «Harry» Knüsel (* 14. Februar 1961 in Cham) ist ein Schweizer Kranz-Schwinger, der 1986 Schwingerkönig wurde. Aus dem Innerschweizer Schwingerverband ist er der erste Schwinger, der diesen Titel gewann.
Er bezwang am Eidgenössischen Schwing- und Älplerfest von Sitten 1986 im Schlussgang den grossen Favoriten Ernst Schläpfer durch Abfangen eines Brienzers. Frenetisch feierten die Innerschweizer mit Knüsel ihren ersten Schwingerkönig in der Geschichte des Eidgenössischen Schwingerverbands. 1989 in Stans am Eidgenössischen als Favorit gestartet, musste Knüsel verletzungsbedingt aufgeben. 1995, nach der Erringung des dritten eidgenössischen Kranzes am Eidgenössischen in Chur, beendete er seine Aktivkarriere als Schwinger.
Neben dem Königstitel gewann er in seiner Karriere auch mehrmals die drei bedeutendsten Bergfeste auf dem Brünig, dem Stoos und der Rigi. Hauptberuflich ist er Unternehmer in der Baubranche.